# 보이카: 언디스퓨티드 파이널
보이카: 언디스퓨티드 파이널(Undisputed 4)은 불가리아에서 제작된 Isaac Florentine, 토도 채프카노브 감독의 2017년 액션, 범죄 영화이다. 스콧 앳킨스 등이 주연으로 출연하였고 보즈 데이비슨 등이 제작에 참여하였다.

## 출연

### 주연
- 스콧 앳킨스
- 아론 어바웃불
- 테오도라 듀호브니코바
- 줄리언 버고브

### 조연
- 브라힘 아캅바케
- 폴 차히디
- 발렌틴 가네프
- 블라도 미하일로브
- 마틴 포드
- 블라디미르 콜레브

## 제작진
- 제작총괄: 에이비 러너